# 송영학
송영학(1972년 10월 3일 ~ 2019년 9월 24일)은 대한민국의 배우이다.

## 학력
- 한국예술종합학교 연극원 연기과
- 경기대학교 연극학 석사

## 출연작

### 영화
- 《컴, 투게더》 (2017년) - 안경점 사장 역
- 《사우나 대결》 (2016년) - 영학 역
- 《마스터》 (2016년) - 원네트워크 회원 9 역
- 《조문》 (2014년)
- 《진달래지다》 (2013년) - 일본장교 역
- 《바보》 (2008년) - 교회 교사 역
- 《떨》 (2006년)
- 《노이로제》 (2005년)

### 드라마
- 《국민 여러분!》 (2019년, KBS2)
- 《열혈사제》 (2019년, SBS)
- 《러블리 호러블리》 (2018년, KBS2)
- 《라이프 온 마스》 (2018년, OCN)
- 《날아올라》 (2017년, 웹드라마) - 윤하늘 부 역
- 《슬기로운 감빵생활》 (2017년, tvN)
- 《언니는 살아있다》 (2017년, SBS)
- 《굿 와이프》 (2016년, tvN)
- 《KBS 드라마 스페셜 - 머리 심는 날》 (2015년, KBS2)
- 《아이언맨》 (2014년, KBS2)
- 《조선 총잡이》 (2014년, KBS2) - 금부도사 역
- 《엄마의 정원》 (2014년, MBC)
- 《쓰리 데이즈》 (2014년, SBS)
- 《비밀》 (2013년, KBS2)
- 《빠스껫 볼》 (2013년, tvN)
- 《특수사건 전담반 TEN 2》 (2013년, OCN) - S Bar 사장 역
- 《연개소문》 (2006년, SBS)

### 연극
- 《여보 고마워》 (2016년) - 김준수 역
- 《화순》 (2015년) - 서술자 역
- 《별이 빛나는 밤에》 (2014년) - 변지람 / 예 역
- 《어른의 시간》 (2013년)
- 《아가야 청산가자》 (2013년) - 남자 역
- 《울지말고 노래해》 (2012년) - 변호사 역
- 《인내의 돌》 (2010년)
- 《주운 고아》 (2009년)
- 《세친구》 (2009년)
- 《주운 고아》 (2008년)
- 《청혼》 (2007년) - 추부코프 역